# Heronsgate
Heronsgate – wieś w Anglii, w hrabstwie Hertfordshire, w dystrykcie Three Rivers. Leży 35 km na południowy zachód od miasta Hertford i 31 km na północny zachód od centrum Londynu.